# Mehmed V
Mehmed V (osm. محمد خامس, tur. Mehmed V Reşad, ur. 2 listopada 1844 w Konstantynopolu, zm. 3 lipca 1918 tamże) – 35. sułtan Imperium Osmańskiego.

## Zarys biografii
Był synem sułtana Abdülmecida I. Objął władzę 27 kwietnia 1909, po obaleniu przez parlament swego poprzednika a zarazem starszego brata Abdülhamida II. Przybrał przydomek Reşad („Prawowierny”). Nie miał wielkiej władzy politycznej, ale też nie zdradzał ambicji w tym kierunku. Faktyczne decyzje w państwie podejmował rządzący wówczas Komitet Jedności i Postępu, a od 1913 triumwirat: Enver Pasza, Talaat Pasza, Dżemal Pasza. Jedyną znaczącą jego decyzją było ogłoszenie świętej wojny, tzw. dżihadu, 14 listopada 1914. Apel ten, który miał na celu wezwać wszystkich muzułmanów na świecie do wojny z niewiernymi (choć w aktualnych warunkach politycznych dotyczył tylko państw Ententy) nie wywarł większego wpływu na toczącą się Wielką Wojnę. Był ostatnim osmańskim, nominalnym zwierzchnikiem Egiptu, który w związku z wybuchem wojny w 1914 roku zerwał z iluzoryczną podległością, przechodząc pod protektorat brytyjski.

## Odznaczenia
- Krzyż Zasługi Wojennej I i II kl. (Meklemburgia-Strelitz)[1]